# 戈涅
戈涅（法語：Gogney）是法国默尔特-摩泽尔省的一个市镇，属于吕内维尔区。

## 地理
戈涅（48°36'49"N, 6°51'31"E）面积8.8 平方千米，位于法国大東部大區默尔特-摩泽尔省，该省份为法国东北部内陆省份，是洛林的一部分，北邻比利时、卢森堡，北起顺时针与摩泽尔省、下莱茵省、孚日省和默兹省接壤。
与戈涅接壤的市镇（或旧市镇、城区）包括：富尔克雷、里什瓦勒、布拉蒙、弗雷蒙维尔、伊涅、勒派。

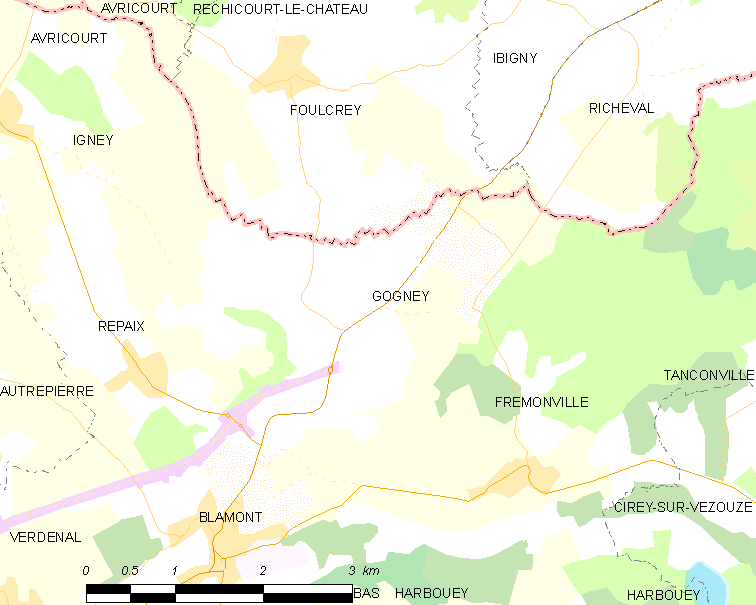
戈涅的OSM定位图

戈涅的时区为UTC+01:00、UTC+02:00（夏令时）。

## 行政
戈涅的邮政编码为54450，INSEE市镇编码为54230。

## 政治
戈涅所属的省级选区为巴卡拉县。

## 人口

1962-2008年间戈涅人口变化图示

戈涅于2022年1月1日时的人口数量为56人。